# Le Monstre du train
Pour plus de détails, voir Fiche technique et Distribution.
Le Monstre du train ou Le Train de la Terreur au Québec (Terror Train) est un film d'horreur canadien réalisé par Roger Spottiswoode, sorti en 1980. C'est le premier film du réalisateur britanno-canadien.

## Synopsis
Trois ans après avoir fait une bien mauvaise farce à un de leurs camarades, un groupe de jeunes étudiants en médecine se réunit pour un réveillon costumé dans un train à vapeur. Ils ont apporté des quantités de drogues et de divertissement et engagé un magicien (joué par David Copperfield). Mais un tueur s'est infiltré dans le train, les tuant un par un et récupérant leurs costumes. Comme le train n'a pas de téléphone et circule sur une voie unique dans une région isolée, la seule solution est de poursuivre le voyage.

## Fiche technique
Sauf indication contraire, les informations mentionnées dans cette section peuvent être confirmées par la base de données cinématographiques IMDb,  présente dans la section « Liens externes ».
- Titre original : Terror Train
- Titre français : Le Monstre du train (puis After Halloween pour la sortie en VHS)
- Titre québécois : Le Train de la Terreur
- Réalisation : Roger Spottiswoode
- Scénario : T. Y. Drake, avec la participation non créditée de Judith Rascoe et Daniel Grodnik
- Musique : John Mills-Cockell
- Photographie : John Alcott
- Montage : Anne Henderson
- Décors : Glenn Bydwell
- Costumes : Veronica Hadfield
- Producteur : Harold Greenberg

Producteurs délégués : Lamar Card, Don Carmody et Daniel Grodnik
- Sociétés de production : Astral Bellevue Pathé et Triple T Productions
- Distribution : Astral Films (Canada),
- Pays d'origine : Canada
- Genre : horreur, slasher
- Format : Couleur
- Durée : 97 minutes
- Dates de sortie : 
  -  États-Unis : 3 octobre 1980
  -  France : 17 juin 1981
- Film interdit aux moins de 18 ans a sa sortie en salle[Où ?]

## Distribution
- Jamie Lee Curtis (VQ : Claudie Verdant) : Alana Maxwell
- Ben Johnson (VQ : Jean Brousseau) : Carne, le conducteur du train
- Hart Bochner (VQ : Mario Desmarais) : Doc Manley
- David Copperfield (VQ : Alain Clavier) : Ken le magicien
- Derek McKinnon : Kenny Hampson
- Sandee Currie (VQ : Claudine Chatel) : Mitchy
- Timothy Webber (VQ : Jacques Brouillet) : Mo
- Anthony Sherwood (en) (VQ : Marc Bellier) : Jackson
- Vanity (VQ : Katherine Mousseau) : Merry (créditée en tant que D. D. Winters)
- Howard Busgang (VQ : André Montmorency) : Ed
- Steve Michaels (VQ : Ronald France) : Charley

## Production
Le film est initié par le producteur Daniel Grodnik. Il souhaite refaire Halloween, la Nuit des masques mais avec une intrigue se déroulant dans un train. Le film reprend ainsi toutes les recettes du slasher de John Carpenter, énorme succès de 1978, à commencer par son actrice principale, Jamie Lee Curtis.
Le film est le premier long métrage réalisé par Roger Spottiswoode, qui avait jusqu'alors officié comme monteur sur des films de Sam Peckinpah et Walter Hill.
Le tournage a lieu de novembre à décembre 1979 à Montréal au Québec.